# Plain Old CLR Object
POCO es un acrónimo de Plain Old CLR Object. Es un juego de palabras del POJO de la plataforma Java, y es utilizado por los desarrolladores de la plataforma .NET Framework.
Un POJO (Plain Old Java Object) es una sigla creada por Martin Fowler, Rebecca Parsons y Josh MacKenzie en septiembre de 2000 y utilizada por programadores Java para enfatizar el uso de "viejas" clases simples (planas) que no dependen de un framework en especial.
Similar al contexto de Java, el término POCO se utiliza para contrastar un objeto "estándar" de un objeto que está diseñado para ser utilizado con un complicado framework de objetos, tal como un ORM, o bien para diferenciarlo de un objeto COM+ (ver COM).
Estos términos siguen la línea de otras siglas similares, como POTS (Plain Old Telephone System) o PODS (Plain Old Data Structures) utilizada para describir a simples "struct" en el contexto de la programación C++.

## Ejemplo
```
// ¡Esta clase no es una clase POCO! 

public
 
class
 
Person
 
:
 
IDisposable

{

    
private
 
static
 
readonly
 
ILogger
 
Logger
 
=
 
LoggerFactory
.
Create
(
typeof
(
Person
));

    
public
 
Person
()
 
{}

    
public
 
Person
(
int
 
id
,
 
string
 
firstName
,
 
string
 
lastName
,
 
DateTime
 
birthDate
)

    
{

        
Id
 
=
 
id
;

        
FirstName
 
=
 
firstName
;

        
LastName
 
=
 
lastName
;

        
BirthDate
 
=
 
birthDate
;

    
}

    

    
[Category("Data")]

    
public
 
int
 
Id
 
{
 
get
;
 
set
;
 
}

    
public
 
string
 
FirstName
 
{
 
get
;
 
set
;
 
}

    
public
 
string
 
LastName
 
{
 
get
;
 
set
;
 
}

    
public
 
DateTime
 
BirthDate
 
{
 
get
;
 
set
;
 
}

    
public
 
string
 
GetName
()

    
{

        
return
 
$"{FirstName} {LastName}"
;

    
}

    
public
 
override
 
string
 
ToString
()
 

        
=>
 
$"Id:{Id}, FirstName:{FirstName}, LastName:{LastName}, BirthDate:{BirthDate}"
;

        

    
public
 
void
 
Dispose
()
 
{
/* Code...*/
}

}

// Esta clase es una clase POCO.

public
 
class
 
Person

{

    
public
 
int
 
Id
 
{
 
get
;
 
set
;
 
}

    
public
 
string
 
FirstName
 
{
 
get
;
 
set
;
 
}

    
public
 
string
 
LastName
 
{
 
get
;
 
set
;
 
}

    
public
 
DateTime
 
BirthDate
 
{
 
get
;
 
set
;
 
}

}

```

- Datos: Q7200621